# Maya Jane Coles
Maya Jane Coles (* 1988) je britská hudební producentka a DJ, která má kořeny i v Japonsku. Pod svým jménem se věnuje house music, v projektu Nocturnal Sunshine dubstepu a v duu She Is Danger (s kamarádkou Lenou Cullen) electronic dubu.
Už velmi mladá se tahle Londýnská rodačka nadchla pro muziku. V pubertě se rozhodla, že se naučí produkovat hudbu a začala s hip-hopem a trip-hopem. Od roku 2006 už působí na scéně a o dva roky později jí vychází první singl „Sick Panda“. Skutečného průlomu dosahuje v roce 2010 díky čtyř skladbovému EP. O rok později se stala i miláčkem rádia BBC a získala sošku Best Newcomer z DJ Awards pořádaných na Ibize. Od té doby patří ke stálicím evropské taneční scény.
V duu She Is Danger pracuje na remixech od kapel jako jsou Massive Attack, Deplhic nebo Gorillaz. Poslední vyšel v roce 2010. V sólovém projektu Nocturnal Sunshine naposled mixovala v roce 2012. Nejaktivnější je pod svým pravým jménem. V roce 2013 konečně vydává svoje dlouhrající debutové album s názvem Comfort.